# Damien Molony

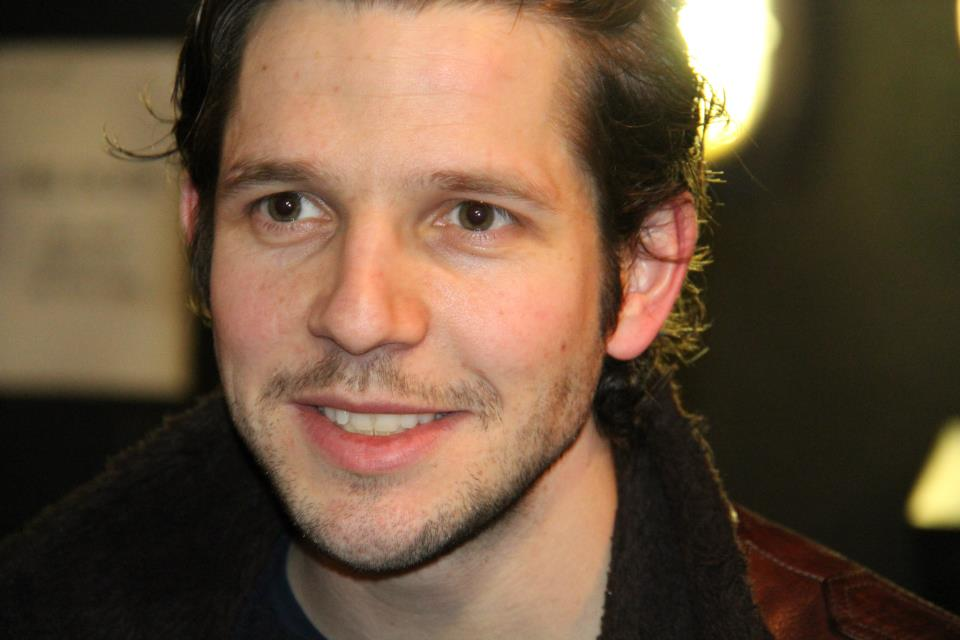
Damien Molony (2013)

Damien Molony (* 21. Februar 1984 in Johnstown Bridge) ist ein irischer Schauspieler.

## Kindheit und Ausbildung
Während seiner Kindheit und Jugend wollte Molony Fußballspieler werden, gab den Traum jedoch auf. Stattdessen beschloss er Schauspieler zu werden. Um eine Alternative zur Schauspielkarriere zu haben, studierte Molony von 2003 bis 2007 Betriebswirtschaft und Politik. Danach schloss er sich einer Amateur Theater Gruppe namens Balally Players an und trat mit diesen in verschiedenen Regionen auf. 2008 stellte er sich am Drama Centre London vor und absolvierte dort seine Schauspielausbildung. Diese schloss er 2011 ab.

## Karriere
Nach Molonys Schauspielerabschluss am Drama Centre London, hatte er als Giovanni die zweite Hauptrolle bei der Aufführung des Theaterstücks ’Tis Pity She's a Whore von John Ford  im West Yorkshire Playhouse.
Molonys Rolle als William West Junior im Kurzfilm Making Rosebud brachte ihm eine erste Erwähnung in einem Filmabspann. Seine erste Hauptrolle bekam er in der BBC Three Serie Being Human, in der er einen Vampir namens Hal Yorke darstellte. In einem Interview mit dem SFX Magazine sagte Molony, dass er um sich auf die Rolle des Hal vorzubereiten, über Drogenabhängige und Alkoholiker recherchiert habe.
Nach Beendigung der 4. Staffel von Being Human war Molony in der Rolle des Motl und Nate in Travelling Light von Regisseur Nicholas Hytner im National Theatre zu sehen. Nach Aufführungen in London tourte das Stück in England, bevor es im April 2012 ins National Theatre zurückkehrte.
2011 gastierte er als Bühnenschauspieler in Shakespeares Twelfth Night bei Shakespeare in Styria. Es inszenierte der britische Regisseur Sean Aita. 2013 stellte Molony DC Albert Flight in der britischen Krimiserie Ripper Street dar.
Seit 2014 ist er in der Hauptrolle des DS Jack Weston in der Fernsehserie Suspects zu sehen. In dieser Fernsehserie werden die Handlungen nur grob vorgegeben und die Schauspieler müssen in ihren Dialogen improvisieren.
Von Februar bis Mai 2015 stellte er Spike im Theaterstück The Hard Problem am National Theatre dar. Am 16. April 2015 wurde ein Livestream des Theaterstücks in ausgewählten Kinos gezeigt.
Im September 2015 spielte Molony den Boxer Danny Dempsey in der irischen Fernsehserie Clean Break. Außerdem stellte er Ross im Kinofilm Kill Your Friends dar.
Des Weiteren spielte Molony im HBO Pilot The Devil You Know eine Hauptrolle. Die Serie wurde jedoch nach dem Pilotfilm abgesetzt.
Anfang 2016 war Molony als Anthony in der britischen Comedyserie Crashing zu sehen. Außerdem spielte er einen Soldaten im irischen Kinofilm Tiger Raid, der auf einem Bühnenstück von Mick Donnellan beruht.
Auch seine Theaterkarriere verfolgte Molony 2016 weiter. So war er neben  Ian McKellen, Patrick Stewart und Owen Teale in No Man's Land am Foster Wyndham's Theatre in London zu sehen. Das Theaterstück wurde im Dezember 2016 weltweit in verschiedenen Kinos gezeigt.

## Privatleben
Molony ist verheiratet und hat einen Sohn, der Ende 2016 geboren wurde. Er geht Blut spenden und setzt sich auf seinem Twitteraccount dafür ein.

## Filmografie (Auswahl)
- 2012–2016: National Theatre Live (Fernsehserie, 3 Folgen)
- 2012–2013: Being Human (Fernsehserie, Folgen 4x01–5x06)
- 2013: Ripper Street (Fernsehserie, Folgen 2x02–2x08)
- 2014–2016: Suspects (Fernsehserie, 23 Folgen)
- 2015: Clean Break (Fernsehserie, Folgen 1x01–1x04)
- 2015: Kill Your Friends
- 2016: Crashing (Fernsehserie, Folgen 1x01–1x06)
- 2016: Tiger Raid
- 2017: Edison – Ein Leben voller Licht (The Current War)
- 2017–2019: GameFace (Fernsehserie, Folgen 1x01–2x06)
- seit 2019: Brassic (Fernsehserie)
- 2020: The Split – Beziehungsstatus ungeklärt (The Split, Fernsehserie, 6 Folgen)
- 2022: Derry Girls (Fernsehserie, Folge 3x02 The Affair)
- 2023: The Great (Fernsehserie, Staffel 3)

## Theater
| Jahr      | Titel                                             | Rolle       | Theater                                      | Ort              | Einzelnachweise |
| --------- | ------------------------------------------------- | ----------- | -------------------------------------------- | ---------------- | --------------- |
| 2007      | Riders to the Sea                                 | Bartley     | Tour                                         | Ireland          | [ 20 ]          |
| 2008      | A Vampire Story                                   | Mint        | Riverbank Arts Centre, Kildare Youth Theatre | Kildare          | [ 21 ]          |
| 2011      | Tis Pity She’s A Whore                            | Giovanni    | West Yorkshire Playhouse                     | Leeds            | [ 22 ]          |
| 2012      | Travelling Light                                  | Motl        | Lyttelton theatre                            | London           | [ 23 ]          |
| 2012      | First Person Shooter                              | Vorlesungen | WordTheatre at The Latitude Festival         | Suffolk, England | [ 24 ]          |
| 2013      | If You Don't Let Us Dream, We Won't Let You Sleep | Jason       | Royal Court Theatre                          | London           | [ 25 ]          |
| 2014      | The Body of an American                           | Dan         | Gate Theatre                                 | London           | [ 26 ]          |
| 2014      | Heart Strings: Bittersweet Love Stories           | Vorlesungen | St. James Theatre                            | London           | [ 27 ]          |
| 2014–2015 | The Hard Problem                                  | Spike       | National Theatre                             | London           | [ 28 ]          |
| 2016–2017 | No Man's Land                                     | Foster      | Wyndham’s Theatre                            | London           | [ 29 ]          |

## Auszeichnungen und Nominierungen
| Jahr | Award                              | Kategorie                | Werk                                             | Ergebnis  |
| ---- | ---------------------------------- | ------------------------ | ------------------------------------------------ | --------- |
| 2007 | All-Ireland One Act Drama Festival | Best Overall Performance | Riders to the Sea                                | Gewonnen  |
| 2011 | Spotlight Prize                    | Best Actor/Actress       | CDS drama schools                                | Nominiert |
| 2011 | Ian Charleson Awards 2011          | Ian Charleson Award      | Tis Pity She’s A Whore, West Yorkshire Playhouse | Gewonnen  |
| 2014 | Off West End Theatre Awards 2014   | Best Male Actor          | The Body Of An American                          | Nominiert |

## Weitere Werke
| Jahr      | Titel              | Typ                  | Rolle          | Einzelnachweise |
| --------- | ------------------ | -------------------- | -------------- | --------------- |
| 2013      | The Commitments    | BBC Radio 4 Drama    | James Clifford | [ 33 ]          |
| 2013      | The Hill Bachelors | BBC Radio NI Drama   | Paulie         | [ 34 ]          |
| 2013–2015 | Poetry Please      | BBC Radio 4 Lesung   | Vorleser       | [ 35 ] [ 36 ]   |
| 2014      | Raven              | Hörbuch              | Vorleser       | [ 37 ]          |
| 2015      | Me and the Devil   | BBC Radio 4 Lesungen | Vorleser       | [ 38 ]          |